# Teuderyk IV (król Franków)
Teuderyk IV (ur. po 711, zm. 737) – król Franków z dynastii Merowingów w latach 721–737.
Syn króla Franków Dagoberta III. Jego data urodzenia jest nieznana, wiadomo jedynie, że było to po 711 roku.